# محمد العویس
محمد العویس (عربی: محمد العويس؛ زادهٔ ۱۰ اکتبر ۱۹۹۱)  بازیکن فوتبال اهل عربستان است که در پست دروازه‌بان برای باشگاه الهلال بازی میکند. 
وی همچنین برای تیم ملی فوتبال عربستان سعودی در جام جهانی ۲۰۲۲ بازی کرد و با درخشش در مقابل تیم ملی آرژانتین یکی از عوامل آن پیروزی تاریخی بود 

## عملکرد ملی

### ۲۰۱۹: جام ملت‌های آسیا
العویس در ترکیب عربستان برای جام ملت های آسیا 2019 در امارات متحده عربی قرار گرفت اما او عملکرد نسبتاً متوسطی داشت و تنها دو بار مقابل کره شمالی و لبنان توانست دروازه خود را بسته نگه دارد ، و عربستان در این و بازی پیروز شد. با این حال، در دیدار مقابل قطر و ژاپن، شانس او تمام شد و سه گل دریافت کرد، و تیمش در یک بازی مهم در مرحله یک شانزدهم شکست خورد و در نتیجه عربستان حدف شد.

### ۲۰۲۲: عملکرد خیره کننده در جام جهانی
در ۲۲ نوامبر ۲۰۲۲، در جریان بازی جام جهانی فوتبال ۲۰۲۲ مقابل آرژانتین، ویبه دلیل عملکرد دروازه بانی خود به عنوان بهترین بازیکن مسابقه انتخاب شد که به پیروزی تاریخی 2-1 تیم ملی عربستان کمک بزرگی کرد کرد. 
اما دربازی بعدی العویس در مقابل لهستان دوگل خورد ! همچنین العویس در سومین بازی در این تونومنت نیز با سیوهای آکروباتیک خود در برابر مکزیک منجر به حذف مکزیک از مرحله گروهی برای اولین بار از سال 1978 شد. و علیرغم تلاش های قهرمانانه العویس، تیم او یک بار دیگر نتوانست از مرحله گروهی صعود کند و عربستان سعودی در انتهای جدول گروه خود ایستاده بود. 

## افتخارات

### الشباب
- جام پادشاهی عربستان : ۲۰۱۴
- سوپرجام فوتبال عربستان : ۲۰۱۴

### الهلال
- لیگ حرفه‌ای فوتبال عربستان : ۲۲–۲۰۲۱
- جام پادشاهی عربستان : ۲۰۲۲–۲۰۲۳